# Spathipappus griffithii
Spathipappus griffithii là một loài thực vật có hoa trong họ Cúc. Loài này được (C.B.Clarke) Tzvelev miêu tả khoa học đầu tiên năm 1961.